# مقاطعة ويندهام (فيرمونت)
مقاطعة ويندهام هي مقاطعة في فيرمونت، بلغ عدد سكانها 44٬513  نسمة، في 2010، عاصمتها نيوفان، تبلغ مساحتها 2٬066٫822 كيلومتر مربع.

## الموقع والجغرافية
تبلغ مساحة المقاطعة 2,070 كم2 (798 ميل مربع) وفقاً لمكتب التعداد الوطني، ومنها مساحة اليابسة تبلغ 2,030 كم2 (785 ميل مربع)، أما الماء فمساحتها 34 كم2 (13 ميل مربع) أي تمثل المسطحات المائية ما نسبته 1.6% من مجموع مساحة مقاطعة ويندهام. وتعد ثالث أكبر مقاطعات ولاية فيرمونت من حيث المساحة.
تشترك في الحدود مع:
- مقاطعة وندسور بولاية فيرمونت.
- مقاطعة فرانكلين بولاية ماساتشوستس.
- مقاطعة شيشاير بولاية نيو هامبشاير.
- مقاطعة سوليفان بولاية نيو هامبشاير.
- مقاطعة بينينغتون بولاية فيرمونت.

## التقسيمات الإدارية
- أثينا[9]
- براتلبورو[9]
- بروكلين[9]
- دوفر[9]
- دوميرستون[9]
- غرافتون[9]
- غويلفورد[9]
- هاليفاكس[10]
- جامايكا[11]
- لندنديري[11]
- مارلبورو[11]
- نيوفان[11]
- بوتني[11]
- روكينغهام[11]
- سومرست[11]
- ستراتون[11]
- تاونشيند[11]
- فيرنون[11]
- واردسبورو[11]
- ويستمنستر[11]
- ويتنغهام[11]
- ويلمنغتون[11]
- ويندهام.[11]